# Pyronia janiroides
Pyronia janiroides is een vlinder uit de onderfamilie Satyrinae en de familie Nymphalidae. De wetenschappelijke naam is gepubliceerd in 1851 door Gottlieb August Wilhelm Herrich-Schäffer.